# George Dern

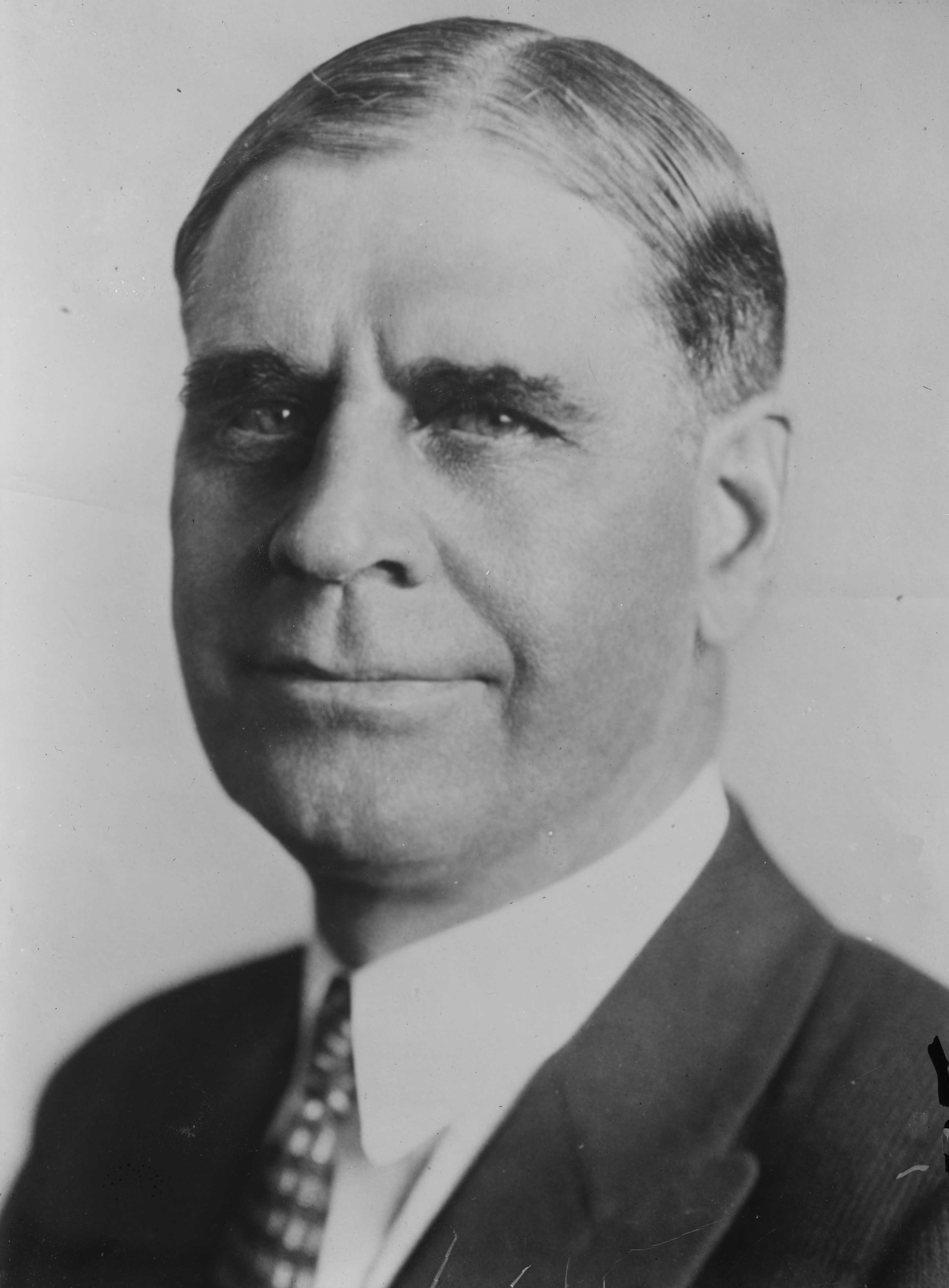

George Henry Dern (8 de setembro de 1872 - 27 de agosto de 1936) foi um político americano, minerador e empresário. Ele é provavelmente mais lembrado por sua co-invenção do processador de fundição de minério Holt-Dern, bem como em sua posse como Secretário de Estado, de 1933 até a sua morte em 1936. Também serviu como governador de Utah por oito anos, de 1925 a 1933. Dern era um político progressista que lutou pela reforma tributária, a educação pública, e o bem-estar social. Era um orador público excepcional, capaz de cativar e entreter seu público, mesmo que eles fossem, progressistas, democratas ou republicanos.